# 點蒼派
點蒼派，是武俠小說中經常出現的門派，因位於雲南大理蒼山（又名點蒼山）故而得名。

## 簡介
點蒼派在古龍、溫瑞安等人小說中經常出現，在梁羽生小說《萍蹤俠影錄》中也曾出現，金庸小說則鮮有提及，因為在天龍八部時代點蒼山是被大理國異族政權所控制，其後世的點蒼派的角色大多以柳姓為主。
點蒼派甚少行走江湖，而且地處僻遠，是以少與中原武林往來，也因此少有記載。點蒼派也是古龍小說中的「七大門派」之一。

## 武功
點蒼派的武功以劍法和輕功揚名天下，輕功靈動飄逸，專走輕、柔、快、變等路線。另外也有其他武功，如點穴手法有迷花點穴手法、七絕重手等。
點蒼武功是蒼勁有力，大氣坦蕩。而劍法招數古樸，內藏其變，以詭異多變著稱。而最有名的當屬「回風舞柳」，既可作劍法，亦可命名輕功。諸葛青雲《霹靂薔薇》中有「點蒼派七十二式回風舞柳劍法，與武當劍法、峨嵋劍法，並稱三絕，冠冕武林」語。無獨有偶，《碧血劍》中亦有當世門派之中，峨嵋、崑崙、華山、點蒼，武林中稱為四大劍派之說。

## 外部連結
- 金庸小說中的點蒼派

Template:門派 (武俠)